# Józef Glemp
Józef Glemp, född 18 december 1929 i Inowrocław, död 23 januari 2013 i Warszawa, var en polsk kardinal inom Romersk-katolska kyrkan och Polens primas. Han var ärkebiskop av Warszawa från 1981 till 6 december 2006 då han efterträddes av Stanisław Wielgus. Wielgus lämnade dock ärkebiskopsstolen den 7 januari 2007, och Glemp blev då tillförordnad ärkebiskop fram till den 1 april då Kazimierz Nycz tillträdde.

## Biografi
Józef Glemp föddes 1929 som son till Kazimierz Glemp och Salomea z Kośmickich. Han studerade vid prästseminarierna i Gniezno och Poznań innan han reste till Rom, där han läste vid Gregoriana. Glemp prästvigdes den 25 maj 1956 och tjänstgjorde under de två följande åren som församlingspräst i Poznań. 1958 återvände han till Rom där han bedrev ytterligare studier och avlade doktorsexamen.
1967 fick han en tjänst på sekretariatet hos Polens primas Stefan Wyszyński och kom att vara dennes nära samarbetare i nära femton år. Påve Johannes Paulus II utnämnde 1979 Glemp till biskop av Warmia. 1981 efterträdde han Wyszyński på ärkebiskopsstolen i Gniezno, i förening med pro hac vice, ad personam med ärkestiftet Warszawa.
Johannes Paulus II upphöjde 1983 Glemp till kardinalpräst med Santa Maria in Trastevere som titelkyrka. I samband med omstruktureringen av de polska stiften upplöstes unionen mellan ärkebiskopsstolarna i Gniezno och Warszawa, och Glemp tog den senare i besittning. I april 2005 deltog Glemp i konklaven som valde Benedictus XVI till ny påve.
Kardinal Glemp pensionerades som Warszawas ärkebiskop den 6 december 2006 och efterträddes av den 67-årige Stanisław Wielgus, tidigare biskop av Płock. Det hade dock avslöjats att Wielgus under lång tid samarbetat med Polens kommunistiska säkerhetspolis, och Wielgus avgick den 7 januari 2007. Glemp var tillförordnad ärkebiskop av Warszawa fram till den 1 april då den nye ärkebiskopen, Kazimierz Nycz, installerades. Glemp kom att inneha titeln Polens primas till sin 80-årsdag. Han dog vid 83 års ålder till följd av en lungtumör.